# Bonnie St. John
Bonnie St. John (Detroit, 7 novembre 1964) è un'ex sciatrice alpina statunitense paralimpica, autrice e oratrice motivazionale. 
St. John ha vinto due medaglie di bronzo e una d'argento nello sci alpino paralimpico durante le Paralimpiadi invernali del 1984, la prima sciatrice afroamericana a vincere medaglie ai Giochi paralimpici invernali e la prima afroamericana a vincere medaglie in qualsiasi evento paralimpico.
Ha scritto sette libri, di cui uno insieme alla figlia Darcy e un altro con l'attuale marito, Allen P. Haines.

## Biografia
Bonnie St. John è nata a Detroit ed è cresciuta a San Diego. Sua madre, Ruby Cremaschi-Schwimmer, era preside della Lincoln High School (San Diego). Suo padre, Lee St. John è andato via da casa prima della sua nascita. La madre ha sposato in seguito un uomo più anziano, che ha abusato fisicamente di St. John e di sua sorella maggiore. A causa di una condizione chiamata disturbo focale pre-femorale, all'età di 5 anni, a St. John è stata amputata la gamba destra sotto il ginocchio. Dopo essersi laureata con lode all'Università di Harvard nel 1986, St. John ha vinto una borsa di studio Rhodes al Trinity College di Oxford, dove ha conseguito il Master of Letters in economia nel 1990. In seguito St. John ha intrapreso una carriera aziendale di successo, prima nelle vendite con IBM, poi come consulente aziendale. 

### Vita privata
Bonnie St. John è stata sposata in prime nozze con il dottor Grant Deane, un fisico e acustico oceanico presso lo Scripps Institution of Oceanography.
Alle Paralimpiadi Invernali del 2002 a Salt Lake City, nello Utah, St. John ha parlato durante le cerimonie di apertura.
Nel febbraio 2007, nell'ambito della celebrazione del Mese della storia dei neri, St. John è stata celebrata alla Casa Bianca dal presidente George W. Bush che ha detto: "[Bonnie St. John] è il tipo di persona alla quale vuoi davvero stare vicino e il tipo di persona che mostra che il coraggio individuale è importante nella vita".
Nel 2006 St. John è stata la protagonista di una campagna Starbucks lanciata a livello nazionale chiamata "The Way I See It", che presentava bicchieri per bevande con citazioni ispirate da vari personaggi pubblici. La citazione di St. John usata in questa occasione è stata la seguente: "Nello slalom ero avanti. Ma nella seconda manche, tutti sono caduti in un punto pericoloso. Sono stato superata da una donna che si è alzata più velocemente di me. Ho imparato che le persone cadono, i vincitori si rialzano e i vincitori di medaglie d'oro si rialzano più velocemente."
NBC Nightly News ha selezionato St. John come "una delle cinque donne più stimolanti d'America". L'atleta è apparsa in diversi show televisivi (da The Today Show, Good Morning America, CNN, Montel a Discovery Health Channel) e sulle pagine di diversi quotidiani e riviste come The New York Times e People che hanno tracciato un suo profilo e spesso hanno riportato i suoi risultati. Durante l'amministrazione Clinton, St. John ha lavorato alla Casa Bianca come direttrice del National Economic Council ed è attualmente CEO di Courageous Spirit, Inc.

## Carriera atletica
Alle Paralimpiadi Invernali del 1984 a Innsbruck, in Austria, St. John ha vinto due medaglie di bronzo (nello slalom speciale e nello slalom gigante) e una medaglia d'argento per le prestazioni complessive, guadagnandosi così il primato di essere la seconda atleta paralimpica più veloce nel mondo di quell'anno.

## Carriera letteraria
St. John ha pubblicato sette libri, di cui uno scritto insieme alla figlia adolescente, Darcy Deane, How Great Women Lead (viaggio madre-figlia nelle vite e nelle lezioni di vita di affascinanti leader donne tra cui Hillary Clinton, Condoleezza Rice, la presidente della Liberia Ellen Johnson Sirleaf e la COO di Facebook Sheryl Sandberg), e il suo ultimo libro, Micro-Resilience, scritto con il marito Allen Haines.

## Opere
- Succeeding Sane: Making Room For Joy In A Crazy World, Simon & Schuster, 1998;[18]
- Getting ahead at work without leaving your family behind, St. John Deane, Inc., 2001;
- Money: Fall Down? Get Up!, St. John Deane, Inc., 2002;
- How strong women pray, FaithWords, 2007;
- Live your joy, FaithWords, 2009;
- How great women lead. A Mother-Daughter Adventure into the Lives of Women Shaping the World (con la figlia Darcy Deane), Center Street, 2012;
- Micro Resilience: Minor Shifts for Major Boosts in Focus, Drive, and Energy (con il marito Allen Haines), Center Street, 2017.

## Palmarès

### Paralimpiadi
- 3 medaglie:
  - 1 argento (supercombinata LW2 a Innsbruck 1984)
  - 2 bronzi (slalom speciale e slalom gigante LW2 a Innsbruck 1984)